# 毒檸王國
《毒檸王國》（Dokureioukoku）是香港商業電台叱咤903的電台節目，逢星期一至五午夜12時至2時於商業二台播出。本節目於2016年5月16日首播，節目初期逢星期一至五下午5時至6時於播出，主持人為阿檸，監製為急急子，製作助理為Oscar
。2018年10月1日起，因應《309咤叱》系列節目播出，節目時間改為下午4時半至5時半。2019年7月8日起，本節目「夏祭」季度開始，節目時間改為午夜12時至深夜2時，Oscar正式成為本節目主持之一，監製改由豪子擔任。
節目首半小時以清談為主，及後一小時會加插不同主打環節，最後半小時播放不同主題的音樂。在節目中，阿檸自稱為「支力會」會長，Oscar是外務副會長，聽眾是會員。
2019年10月8日：叱咤903以阿檸和Oscar於9月24日至26日未經公司批准無故缺勤為由暫停兩人主持人工作直至另行通知，由該日起節目停播

## 每日主打環節 （播放時間：12:30-1:30）

### 星期一

#### 夏流行榜
- 主持人會在他們的Instagram收集聽眾解決夏天所衍生的問題的方法
- 主持人會選出較具建設性的建議作出討論

### 星期二

#### BEACH BOY CLUB!
- 主持人和嘉賓會為自己改一個別名，雙方訪談期間，回應對方時需要說出對方的別名
- 如有任何一方忘記說出對方別名便作出回應，遊戲便會結出，嘉賓真正身份亦會揭曉

| 日期          | 嘉賓    |
| ------------- | ------- |
| 2019年7月9日  | 吳嘉熙  |
| 2019年7月16日 | 莊正    |
| 2019年7月23日 | Serrini |

#### 良民LIKE!!!
- 主持人會致電聽眾說一些鼓勵性的說話

### 星期三

#### 怖いね
- 阿檸和Oscar會邀請嘉賓說鬼故事

| 日期          | 嘉賓                   |
| ------------- | ---------------------- |
| 2019年7月10日 | 鄧麗英、周漢寧、麥可怡 |
| 2019年7月17日 | 王梓軒                 |
| 2019年7月24日 | 趙慧珊                 |

### 星期四

#### 大暑期
- 阿檸和Oscar會邀請嘉賓說他們的暑期經歷

| 日期          | 嘉賓   |
| ------------- | ------ |
| 2019年7月12日 | 急急子 |
| 2019年7月19日 | Jacky  |

#### 你們Hate
- 主持人會致電聽眾說一些負面的說話

### 星期五

#### 潑水節
- 主持人會邀請嘉賓提出問題讓他們解決
- 嘉賓需要選出建議質素較差的主持人，並撥他「冷水」

| 日期          | 嘉賓   |
| ------------- | ------ |
| 2019年7月11日 | 急     |
| 2019年7月19日 | 徐繼宗 |
| 2019年7月25日 | 馬天佑 |

#### 一週窮人館
- 於2018年10月5日起逢星期五播出，通常於節目最後半小時播放；2019年7月12日起，本環節於逢星期五深夜1時至1時30分播出
- 阿檸和Oscar會介紹他們擁有的玩具模型
- 後來主持人改為分享他們玩過的網上遊戲或手柳遊戲，並討論該遊戲的意義

## 每日其他環節

### 在入睡前交換日記
- 本環節的前身為在日落前交換日記
- 阿檸和Oscar會分享日常生活及回應對方日記，並為日記配上音樂[5]

### Cheap Advisor
- 2018年10月15日起，逢星期一節目完結前播放
- 聽眾可把日常生活遇到的問題在阿檸的Instagram向他請教，他會於本環節中解答
- 此環節已經在另一節目《宇宙船》繼承

## 特備環節

### 毒檸聖誕
- 毒檸聖誕原為2015年12月14日至25日集雜志的冬季寂寞活動，阿檸以「毒檸」身份出租予聽眾Josy，二人體驗情侶拍拖會做的事，例如一同吵架、吃飯及看燈飾等等
- 2016年12月23日本環節重現於毒檸王國，重溫2015年二人的活動、交代二人近況及「報攰音」，一同演唱「Last Christmas」，並為《你是你本身的傳奇》改詞，演唱《記住你本身都謝皮》
- 2017年12月25日本環節重現於毒檸王國，二人交代近況及「報攰音」，為《喜歡你》及《假使世界原來不像你預期》改詞，演唱《喜歡我》及《假使聖誕原來不像你預期》
- 2018年12月24日本環節重現於毒檸王國Give Up Club，阿檸和Oscar聯同梁子、大頭和Jenny演唱《All i want for christmas is 嘟》、《老闆說遲啲補假》及《得一千蚊holy christmas》，同時播放由王嘉儀主唱、梁子編曲及阿檸填詞的《尋日我先收到一千隻杯》；本年毒檸聖誕由通利琴行提供樂器

### 李拾壹搞好Gag
- 為配合李拾壹擔任嘉賓主持，本環節於2018年7月9日至13日每天播放兩次（每次內容不同）
- 通常於節目首半小時末端及後半小時的開首播出
- 李拾壹每次會分享不同的笑話（Gag），歷時約二十秒

### Buy你教
- 為配合李拾壹擔任嘉賓主持，本環節於2018年7月9日17:30-17:45時段播出，暫代新歪理教
- 本環節每次設定一個主題，二人需要按照主題提出三個不同程度的陳述（Statement），如對方認同（Buy）自己，即可得一分
- 2018年7月9日的題目是「香港最乞人憎的地鐵站」，二人各提出三個不同「乞人憎」程度的港鐵站；是次李拾壹得到2.5分，阿檸得到2分，因阿檸「Buy」對方次數較多而勝出遊戲，成為「Buy你教教主」

### 動物Wednesday
- 為配合少看動漫的李拾壹擔任嘉賓主持，李拾壹及阿檸二人創作此環節，於2018年7月11日節目首半小時播出，暫代動漫Wednesday
- 二人會於本環節分享有關動物的資訊，阿檸分享了殺人鯨，李拾壹分享了變色龍

### 傲「漫」Wednesday
- 由於動物Wednesday環節時間不宜太長，李拾壹及阿檸二人創作此環節，於2018年7月11日節目後半小時播出，並暫代動漫Wednesday
- 二人會分享他們如何積極面對一件難堪的事情

### 情人節Special：二月十四日程表
- 本環節於2019年2月14日播出，內容圍繞一位單身女士於二月十四日的所見所聞
- 日程表由阿檸編寫，阿雪演釋，日程表內容可於阿檸Facebook觀看

## 已結束環節

### 我的貂嬋之道
- 於2016年5月16日至2016年6月3日每日節目開首或17:30時段開首時播放
- 由伍甄琪聲演貂嬋，分享女性與男友人交往的十五項招式
- 插圖可於節目Facebook專頁上瀏覽

### 我就是黃的士
- 通常於2016年6月6日至2017年8月18日每日節目開首或1730時段開首時播放
- 由伍甄琪聲演[6]
- 黃的士是一個諷刺時弊，宣揚女權的虛構人物
- 黃的士口頭禪是「I never give a care!」，或者是「I always give a care!」

### 將音樂融入生活
- 本環節有時與社交支力會交替出現，於星期一節目首半小時播出
- 本環節原為2016年11月11日至2018年8月27日逢星期一17:15-17:30播出的主打環節
- 每星期會邀請歌手分享故事，並指定五個歌曲名字讓阿檸及Oscar標籤(Tag)於其故事中
- 最新派台歌曲的名字會被視為「黑波」，需於故事即將完結時才可標籤，否則會被扣一分
- 若歌手滿意該標籤，需說出「我都接受」，相反則需說出「我唔（不）接受」
- 如歌手接受該標籤，提出標籤者可獲得一分，最高分者勝出
- 若當天阿檸及Oscar分數相同，則由歌手勝出遊戲

| 日期           | 藝人                |
| -------------- | ------------------- |
| 2016年11月11日 | 鄧穎芝              |
| 2016年11月14日 | 林奕匡              |
| 2016年11月21日 | 周國賢              |
| 2016年11月28日 | 鄭欣宜              |
| 2016年12月5日  | Aga                 |
| 2016年12月12日 | 張惠雅              |
| 2016年12月19日 | 鄧小巧              |
| 2016年12月26日 | J.Arie              |
| 2017年1月9日   | 王嘉儀              |
| 2017年1月16日  | 李幸倪              |
| 2017年1月23日  | 王梓軒              |
| 2017年1月30日  | 方皓玟              |
| 2017年2月6日   | 符致逸              |
| 2017年2月13日  | SIS樂印姊妹         |
| 2017年2月20日  | 鍾舒漫              |
| 2017年2月27日  | C AllStar           |
| 2017年3月13日  | 薛凱琪              |
| 2017年3月20日  | 陳詠謙              |
| 2017年3月27日  | 黃浩琳              |
| 2017年4月3日   | 張紋嘉              |
| 2017年4月10日  | Super Girls         |
| 2017年4月17日  | 洪卓立              |
| 2017年4月24日  | 迪子                |
| 2017年5月1日   | Supper Moment       |
| 2017年5月8日   | 江若琳              |
| 2017年5月15日  | 泳兒                |
| 2017年5月22日  | 勞嘉怡              |
| 2017年5月29日  | 衛詩                |
| 2017年6月12日  | Serrini             |
| 2017年6月12日  | 林欣彤              |
| 2017年6月26日  | 曾若華              |
| 2017年7月3日   | 菊梓喬              |
| 2017年7月10日  | 李蕙敏              |
| 2017年7月17日  | 胡鴻鈞              |
| 2017年7月24日  | 羅力威              |
| 2017年8月7日   | 陳柏宇              |
| 2017年8月14日  | 石詠莉              |
| 2017年8月21日  | 小肥                |
| 2017年8月28日  | 鄭融                |
| 2017年9月4日   | 雨僑                |
| 2017年9月11日  | 許廷鏗              |
| 2017年9月18日  | 王灝兒              |
| 2017年9月25日  | 曹震豪              |
| 2017年10月2日  | at17                |
| 2017年10月9日  | 周柏豪              |
| 2017年10月16日 | 連詩雅              |
| 2017年10月23日 | 葉巧琳              |
| 2017年10月30日 | 李拾壹              |
| 2017年11月6日  | 許靖韻              |
| 2017年11月13日 | Robynn & Kendy      |
| 2017年11月20日 | 劉美君              |
| 2017年11月27日 | 秦馨敏              |
| 2017年12月4日  | Jackal@Dear Jane    |
| 2017年12月11日 | 衛蘭                |
| 2017年12月18日 | 黎曉陽              |
| 2018年1月1日   | 何弘軒              |
| 2018年1月8日   | 薛凱琪              |
| 2018年1月15日  | 關楚耀              |
| 2018年1月22日  | 黎瑞恩              |
| 2018年1月29日  | MastaMic            |
| 2018年2月5日   | 鄭俊弘              |
| 2018年2月12日  | ReVe                |
| 2018年2月19日  | Cassette 卡式帶樂團 |
| 2018年3月5日   | 潘伯仲              |
| 2018年3月12日  | 鄧健泓              |
| 2018年3月19日  | ToNick              |
| 2018年3月26日  | Fabel               |
| 2018年4月2日   | 徐嘉浩              |
| 2018年4月9日   | 安俊豪              |
| 2018年4月16日  | 吳浩康              |
| 2018年4月23日  | 菊梓喬              |
| 2018年4月30日  | 譚嘉儀              |
| 2018年5月14日  | 布志綸              |
| 2018年5月21日  | 野仔                |
| 2018年5月28日  | 林欣彤              |
| 2018年6月4日   | 林德信              |
| 2018年6月18日  | 張子丰              |
| 2018年6月25日  | 小塵埃              |
| 2018年7月2日   | 鄭世豪              |
| 2018年7月16日  | 劉卓軒@未能接通     |
| 2018年7月23日  | 羅孝勇              |
| 2018年7月30日  | 簡淑兒              |
| 2018年8月13日  | 傅珮嘉              |
| 2018年8月20日  | 洪卓立              |
| 2018年8月27日  | Zpecial             |
| 2018年12月31日 | 舊飯咁              |
| 2019年1月7日   | 陳奐仁              |
| 2019年1月21日  | 陳曉東              |
| 2019年4月8日   | 鄧小巧              |

### 社交支力會
- 2018年9月3日起逢星期一播出，通常於節目首半小時播放
- 每星期會邀請歌手擔任嘉賓，阿檸和Oscar會分別扮演與歌手最新歌曲有關的人物一同談天，歌手需要參與談天並猜阿檸和Oscar在扮演甚麼人物
- 若歌手能成功猜到阿檸和Oscar所扮演的人物，可獲得介紹新作品的機會，否則會由本環節主持人「度邊俊先生」（控制員阿俊）或「胡迪先生」（控制員Woody）介紹其新歌
- 若歌手只能成功猜到阿檸或Oscar所扮演的人物，歌手和本環節主持人可各佔一半時間介紹新歌
- 本環節有時會與將音樂融入生活交替出現

| 日期           | 藝人            |
| -------------- | --------------- |
| 2018年9月4日   | Merry Lamb Lamb |
| 2018年9月10日  | 徐加晴          |
| 2018年9月17日  | 小塵埃          |
| 2018年9月24日  | 陳柏宇          |
| 2018年10月1日  | 謝芊彤及謝芊蕾  |
| 2018年10月8日  | Supper Moment   |
| 2018年10月15日 | 王梓軒          |
| 2018年10月22日 | 戴祖儀          |
| 2018年10月29日 | 謝文欣          |
| 2018年11月5日  | Super Girls     |
| 2018年11月12日 | 黃妍            |
| 2018年11月19日 | Nowhere Boys    |
| 2018年11月26日 | 鄧小巧          |
| 2018年12月3日  | 譚杏藍          |
| 2018年12月10日 | 章尾而          |
| 2018年12月17日 | 譚嘉儀          |
| 2018年12月24日 | 洪嘉豪          |
| 2019年1月14日  | 趙慧珊          |
| 2019年1月28日  | 張紋嘉          |
| 2019年2月4日   | 符致逸          |
| 2019年2月11日  | 陳健安          |
| 2019年2月18日  | 林家謙          |
| 2019年2月25日  | 黎曉陽          |
| 2019年3月4日   | 盧巧音          |
| 2019年3月11日  | 潘伯仲          |
| 2019年3月18日  | 陳凱詠          |
| 2019年3月25日  | 鄭融            |
| 2019年4月1日   | 馮允謙          |
| 2019年4月15日  | 觸執毛          |
| 2019年4月22日  | 孫耀威          |
| 2019年5月6日   | AGA             |
| 2019年6月3日   | 安俊豪          |
| 2019年6月10日  | 譚杏藍          |
| 2019年6月17日  | 陳思欣          |
| 2019年6月25日  | sp'ACE          |

### Give Up Club
- 本環節逢星期一播出，通常於節目後半小時播出
- 2016年6月10日起，本環節成為逢星期一的主打環節，直至2016年11月14日起改由"將音樂融入生活"取代，本環節改為只於特定日子短暫重現
- 2018年10月22日起，本環節再成為星期一的主打環節
- 本環節初期由阿檸和Oscar透過做一些活動尋找一些生活意義
- 2016年9月26日至2016年10月31日，本環節曾改為"Give Up Club之Halloween is Coming to Town"和"Give Up Club之鬼"，邀請嘉賓分享鬼故
- 2017年1月2日，此環節短暫重現，阿檸和Oscar為2017年訂立目標
- 2017年7月31日，此環節短暫重現，阿檸、Oscar、大木及黎特到香港動漫電玩節為聽眾分享入場遊玩攻略
- 2018年2月5日，此環節短暫重現，阿檸在日本分享在當地的旅遊經歷
- 2018年3月5日，此環節短暫重現，阿檸舉行道歉大會，就2018年2月22日在在日落前交換日記環節中，提及將離開商業電台，而引起聽眾誤會他辭職一事道歉
- 2018年5月21日，此環節短暫重現，阿檸與Oscar一同玩手機遊戲《絕地求生》，二人把玩遊戲時的對話錄音並播出
- 2018年7月9日，此環節短暫重現，阿檸與嘉賓主持李拾壹一同計劃未來一星期的節目內容
- 2018年7月16日，此環節短暫重現，阿檸分享一個與世界盃有關的故事—《世界盃賽後報告》
- 2018年7月30日，此環節短暫重現，阿檸和Oscar到香港動漫電玩節為聽眾分享場內情況以及當店員的經歷。

### 歪理教
- 於2017年1月16日至2018年1月15日逢星期一17:30-17:45時段播出
- 「歪理教」是「支力會」所信奉的虛疑宗教，主持人會把教派中的「大智慧」轉化成一句句「歪理」
- 主持人會在星期一至五於毒檸王國Facebook專頁上分享「歪理」，讓聽眾對金句作出評論
- 2017年4月4日起，Facebook專頁上的「歪理」插畫由大木製作[7][8]
- 阿檸和Oscar會在之後的星期一本環節中分享「歪理」背後的個人經歷及讀出對聽眾的回應
- 主持人歡迎「歪民」（聽眾）於Facebook專頁或Instagram投稿提供「歪理」，並標明「#歪理教」，「歪民」或可得到阿檸和Oscar送出的精美禮物
- 本環節的口號是「歪理教 教歪理 教歪你~」
- 2017年3月13日主持人邀請楊千嬅、陳逸寧及林兆霞分享電影金句
- 2017年夏天，阿檸、Oscar及大木把五十條「歪理」製成閃卡，同時製作「毒檸王國護照」閃卡套，於2017年香港書展出售
- 2017年12月11日，因Oscar休假關係，本環節改由阿檸單獨主持並播放音樂

### 新歪理教
- 於2018年1月22日至2018年10月29日逢星期一節目後半小時播放
- 「歪理教」是「支力會」所信奉的虛疑宗教，主持人會把教派中的「大智慧」轉化成一句句「歪理」
- 主持人會在星期一至五於毒檸王國Facebook專頁上分享「歪理」，讓聽眾對金句作出評論
- 阿檸和Oscar會在之後的星期一於本環節中分享「歪理」背後的個人經歷及讀出對聽眾的回應
- 本環節與已結束的歪理教不同，Facebook專頁上的「歪理」插畫由阿奶製作
- 本環節之主題曲由小塵埃主唱

### 檸檸檸檸檸
- 此環節通常於星期二約16:45-17:15播出
- 《檸檸檸檸檸》原為短期節目，於2016年3月28日至5月13日下午6時至6時30分播放
- 毒檸王國成立後，「檸檸檸檸檸」成為本節目的主打環節，內容都是訪問學生或畢業生的校園生活、課外活動經歷及主修科目特色
- 2017年7月11日至2017年9月26日（9月12日除外），此環節常規內容暫停，改為播放2017年毒檸王國暑期計劃《毒檸王國有台戲 檸檸檸檸檸之戲呀戲呀HEY！》
- 2017年9月12日本環節報導《毒檸王國有台戲 檸檸檸檸檸之戲呀戲呀HEY！》活動最新狀況
- 2018年1月9日因嘉賓未能出席節目，本環節暫停一次，並改為播放毒檸時間

### 毒檸王國有台戲 檸檸檸檸檸之戲呀戲呀HEY！
- 2017年毒檸王國暑期計劃，2017年7月11日至2017年9月26日逢星期二17:15-17:45播出
- 本計劃與香港青年演藝教育基地合作，招募一眾對戲劇有興趣的學生或聽眾組成劇團，合力製作校園巡迴音樂劇[9]
- 參與者一同製作校園巡迴音樂劇《隔籬絲打勁好打》[10]，並於10月11日起到不同學校演出，學校包括德雅中學、長沙灣天主教英文中學、圓玄學院第一中學、鄭植之中學、香港布廠商會朱石麟中學、文理書院（九龍）、圓玄學院妙法寺內明陳呂重德紀念中學以及龍翔官立中學
- 主持人每星期邀請不同嘉賓教授製作音樂劇的專業知識
- 2017年9月12日，此環節改以《檸檸檸檸檸》名義報導活動最新狀況
- 2017年12月5日，此環節短暫重現，播放劇團接受傳媒訪問的片段
- 2018年1月30日，此環節短暫重現，回顧劇團半年來的經歷

| 日期          | 主題         | 嘉賓           |
| ------------- | ------------ | -------------- |
| 2017年7月11日 | 劇場定案     | 阿拔、陳慧心   |
| 2017年7月18日 | 編劇         | 王貽興         |
| 2017年7月25日 | 編劇         | 龍文康         |
| 2017年8月1日  | 正式圍讀     | 龍文康         |
| 2017年8月8日  | 唱歌         | C AllStar      |
| 2017年8月15日 | 演員及形象   | 湯駿業         |
| 2017年8月21日 | 演戲         | 湯駿業及李拾壹 |
| 2017年8月29日 | 試演場檢討   | /              |
| 2017年9月5日  | 試演場檢討   | /              |
| 2017年9月19日 | /            | /              |
| 2017年9月26日 | /            | /              |
| 2017年12月5日 | 演出進度跟進 | /              |
| 2018年1月30日 | 大回顧       | /              |

### 動漫Wednesday
- 此環節通常於星期三16:40-17:30後播出
- 阿檸及Oscar各推介一套動漫，並一同討論該動漫內容
- 有時會邀請嘉賓一同討論動漫
- 2019年5月8日，阿檸告假，Oscar於本環節舉辦「副會長最喜愛角色選舉」
- 2019年5月8日，阿檸告假，Oscar於本環節舉辦「副會長最喜愛反派角色選舉」

### 毒檸時間
- 此環節通常於星期四約16:45-17:15播出
- 本環節原本於週末節目扭扭擰擰扭扭擰中播出，每星期會邀請不同範疇的嘉賓分享他們的興趣
- 主持人有時會邀請名人嘉賓分享
- 主持每集都會稱呼嘉賓為「XX（興趣）檸」

| 日期                   | 主題                                                         | 備註                                                         |
| ---------------------- | ------------------------------------------------------------ | ------------------------------------------------------------ |
| 2016年6月7日、8日及9日 | 巴士                                                         |                                                              |
| 2016年6月14日及15日    | 黑膠唱片                                                     |                                                              |
| 2016年6月23日及24日    | 比卡超                                                       |                                                              |
| 2016年6月30日及7月1日  | 蘿莉塔風尚                                                   |                                                              |
| 2016年7月7日及8日      | 追星                                                         |                                                              |
| 2016年7月14日及15日    | 玩具車                                                       |                                                              |
| 2016年7月21日及22日    | 李小龍                                                       |                                                              |
| 2016年7月28日及29日    | 跳舞                                                         |                                                              |
| 2016年8月4日及5日      | 學習新事物（日文、賽車及捉精靈)                              | 本集嘉賓是王菀之                                             |
| 2016年8月11日及12日    | 魔術                                                         |                                                              |
| 2016年8月18日及19日    | 寵物小精靈                                                   |                                                              |
| 2016年8月25日及26日    | 紋身                                                         |                                                              |
| 2016年9月2日           | 旅行                                                         |                                                              |
| 2016年9月8日及9日      | 茶葉                                                         |                                                              |
| 2016年9月15日及16日    | 歌斯拉                                                       |                                                              |
| 2016年9月22日及23日    | 楊千嬅                                                       |                                                              |
| 2016年9月29日及30日    | 色士風                                                       |                                                              |
| 2016年10月6日及7日     | 電音                                                         |                                                              |
| 2016年10月13日及14日   | 皮革                                                         |                                                              |
| 2016年10月20日及21日   | 占卜                                                         |                                                              |
| 2016年10月27日及28日   | 電影場景                                                     |                                                              |
| 2016年11月3日          | 模特兒                                                       |                                                              |
| 2016年11月10日及11日   | 格價                                                         |                                                              |
| 2016年11月17日         | 旗袍                                                         |                                                              |
| 2016年11月24日         | 日本文化                                                     |                                                              |
| 2016年12月1日          | 詩                                                           |                                                              |
| 2016年12月8日          | 拍片                                                         |                                                              |
| 2016年12月15日         | Youtuber                                                     |                                                              |
| 2016年12月22日         | 標本                                                         |                                                              |
| 2016年12月29日         | Hip-hop                                                      |                                                              |
| 2017年1月5日           | 回收                                                         |                                                              |
| 2017年1月12日及13日    | 美少女戰士                                                   |                                                              |
| 2017年1月19日          | 米線（並分享北歐生活）                                       |                                                              |
| 2017年1月26日          | 牧童笛                                                       |                                                              |
| 2017年2月2日           | 桌上角色扮演遊戲                                             |                                                              |
| 2017年2月9日           | 雜物諮詢                                                     |                                                              |
| 2017年2月16日          | 糖畫                                                         |                                                              |
| 2017年2月23日          | 西洋書法                                                     |                                                              |
| 2017年3月9日           | 感應                                                         |                                                              |
| 2017年3月23日          | 電影及電影配樂                                               |                                                              |
| 2017年3月30日          | 打機評論                                                     |                                                              |
| 2017年4月6日           | 剪髮                                                         |                                                              |
| 2017年4月13日          | 廣告造型                                                     |                                                              |
| 2017年4月20日          | 刺繡                                                         |                                                              |
| 2017年4月27日          | Live House                                                   |                                                              |
| 2017年5月4日           | 麥可·傑克森                                                  | 本集嘉賓是陳慧敏                                             |
| 2017年5月11日          | 魔獸                                                         |                                                              |
| 2017年5月18日          | 單車流浪                                                     |                                                              |
| 2017年5月25日          | 跳舞                                                         | 本集嘉賓是劉敬雯                                             |
| 2017年6月1日           | 騎馬及賽車                                                   | 本集嘉賓是簡淑兒                                             |
| 2017年6月15日          | 藍調及爵士                                                   |                                                              |
| 2017年6月22日          | 蛋糕                                                         |                                                              |
| 2017年6月29日          | 不明飛行物                                                   | 本集嘉賓是夏韶聲                                             |
| 2017年7月6日           | 空中服務                                                     |                                                              |
| 2017年7月13日          | 地勤                                                         |                                                              |
| 2017年7月20日          | 歌唱比賽                                                     | 本集嘉賓是莫凱謙                                             |
| 2017年7月27日          | 旅遊節目                                                     | 本集嘉賓是ViuTVOut筆豬仔團主持劉秉賓、羅伊婷、李建邦及趙詠瑤 |
| 2017年8月3日           | 肉桂狗及效果器                                               | 本集嘉賓是Per Se                                             |
| 2017年8月10日          | 育兒                                                         | 本集嘉賓是馮穎琪                                             |
| 2017年8月17日          | 聲樂                                                         | 本集嘉賓是葉巧琳                                             |
| 2017年8月24日          | 吵架                                                         | 本集嘉賓是丁可欣                                             |
| 2017年8月31日          | 桌球                                                         | 本集嘉賓是吳安儀                                             |
| 2017年9月7日           | 古箏                                                         | 本集嘉賓是黃意雅                                             |
| 2017年9月14日          | NBA                                                          |                                                              |
| 2017年9月21日          | 音樂節目主持                                                 | 本集嘉賓是伍富僑                                             |
| 2017年9月28日          | 體操                                                         |                                                              |
| 2017年10月5日          | 高爾夫球                                                     | 本集嘉賓是陳柏宇                                             |
| 2017年10月12日         | 電競                                                         |                                                              |
| 2017年10月19日         | 攝影                                                         |                                                              |
| 2017年10月26日         | 舞台平面效果                                                 |                                                              |
| 2017年11月2日          | 化妝                                                         |                                                              |
| 2017年11月9日          | 健身                                                         | 本集嘉賓是吳業坤                                             |
| 2017年11月16日         | 園藝                                                         | 本集嘉賓是鄧小巧                                             |
| 2017年11月23日         | 童軍                                                         |                                                              |
| 2017年11月30日         | 動物保護                                                     |                                                              |
| 2017年12月7日          | 素食                                                         |                                                              |
| 2017年12月14日         | 策展                                                         |                                                              |
| 2017年12月21日         | 香港、台灣及馬來西亞文化差別（如潮語、兩性分別及日常活動等） | 本集嘉賓是林明禎                                             |
| 2017年12月28日         | 懷舊                                                         | 本集嘉賓是The Boogie Playboys                                |
| 2018年1月4日           | 籃球                                                         | 本集嘉賓是胡鴻鈞                                             |
| 2018年1月9日           | 雜耍                                                         |                                                              |
| 2018年1月11日          | 歌唱比賽                                                     | 本集嘉賓是葉曉粵                                             |
| 2018年1月18日          | 瑜珈                                                         |                                                              |
| 2018年1月25日          | 後台                                                         |                                                              |
| 2018年2月21日          | 室內設計                                                     |                                                              |
| 2018年2月8日           | 化妝                                                         |                                                              |
| 2018年2月15日          | 婚禮佈置                                                     |                                                              |
| 2018年2月22日          | 印刷                                                         |                                                              |
| 2018年3月8日           | 手作                                                         | 本集嘉賓是陳蕾                                               |
| 2018年3月15日          | 校隊                                                         | 本集嘉賓是羅力威                                             |
| 2018年3月22日          | 寫作                                                         | 本集嘉賓是陳煩                                               |
| 2018年3月29日          | 日本工作假期                                                 |                                                              |
| 2018年4月5日           | 手機遊戲                                                     | 本集嘉賓是吳嘉熙                                             |
| 2018年4月12日          | 英文教學                                                     | 本集嘉賓是黎劻宜                                             |
| 2018年4月19日          | 模擬市民（SIMs）                                             | 本集嘉賓是王嘉儀                                             |
| 2018年4月26日          | 樣本唱片（Demo）                                             | 本集嘉賓是徐加晴                                             |
| 2018年5月3日           | 傳說對決                                                     | 本集嘉賓是Bright Lights樂隊                                  |
| 2018年5月10日          | 插花                                                         | 本集嘉賓是鄭融                                               |
| 2018年5月17日          | 測量                                                         | 本集嘉賓是劉卓軒                                             |
| 2018年5月24日          | 普通話                                                       | 本集嘉賓是泳兒                                               |
| 2018年5月31日          | 攝影                                                         | 本集嘉賓是一位色弱的攝影師                                   |
| 2018年6月14日          | 散文                                                         | 本集嘉賓是作者三家姐                                         |
| 2018年6月21日          | 古箏                                                         |                                                              |
| 2018年6月28日          | 玩具改造                                                     |                                                              |
| 2018年7月5日           | 特技化妝                                                     | 本集嘉賓是曾樂彤                                             |
| 2018年7月12日          | 唱片騎師                                                     | 本集嘉賓是DJ Dom                                             |
| 2018年7月19日          | 爵士                                                         | 本集嘉賓是曾樂彤                                             |
| 2018年7月26日          | 香港歷史改編電影                                             | 本集嘉賓是電影中英街1號演員盧鎮業                            |
| 2018年8月2日           | 婚禮配樂                                                     |                                                              |
| 2018年8月9日           | 整容                                                         | 本集嘉賓是迪子                                               |
| 2018年8月16日          | 寵物食物                                                     |                                                              |
| 2018年8月23日          | 口琴                                                         |                                                              |
| 2018年8月30日          | 舞台劇                                                       | 本集嘉賓是盧智燊                                             |
| 2018年9月6日           | 龍舟                                                         | 本集嘉賓是余香凝                                             |
| 2018年9月13日          | 花藝                                                         |                                                              |
| 2018年9月20日          | 減肥                                                         | 本集嘉賓是安俊豪                                             |
| 2018年9月27日          | 舞台劇演員                                                   | 本集嘉賓是舞台劇演員馮祿德和邢灝                             |
| 2018年10月11日         | 動漫傳播                                                     |                                                              |
| 2018年10月18日         | 筋膜治療                                                     | 本集嘉賓是C AllStar成員陳健安                                |
| 2018年10月25日         | 陶瓷                                                         |                                                              |
| 2018年11月1日          | 滾軸溜冰                                                     | 本集嘉賓是孫耀威                                             |
| 2018年11月8日          | 天水圍社區工作                                               |                                                              |
| 2018年11月15日         | 角色扮演                                                     |                                                              |
| 2018年11月22日         | 極限攝影                                                     |                                                              |
| 2018年11月29日         | 西藏旅遊                                                     |                                                              |
| 2018年12月6日          | 專業角色扮演                                                 |                                                              |
| 2018年12月13日         | 選美                                                         |                                                              |
| 2018年12月20日         | 拳王                                                         | 本集嘉賓是香港職業拳擊選手潘啟情                             |
| 2018年12月27日         | 頌缽                                                         |                                                              |
| 2019年1月3日           | 排版                                                         |                                                              |
| 2019年1月10日          | 本土漫畫                                                     |                                                              |
| 2019年1月17日          | 山林清潔                                                     |                                                              |
| 2019年1月24日          | 自發創意書展                                                 |                                                              |
| 2019年1月24日          | 杜拜工作                                                     |                                                              |
| 2019年2月7日           | 酒店業                                                       |                                                              |
| 2019年2月14日          | 健美                                                         |                                                              |
| 2019年2月21日          | 兒童節目                                                     | 本集嘉賓是兒童節目主持蓋世寶                                 |
| 2019年2月28日          | lego積木玩具                                                 |                                                              |
| 2019年3月7日           | 家居設計                                                     |                                                              |
| 2019年3月14日          | 泰拳                                                         |                                                              |
| 2019年3月21日          | 指揮                                                         | 本集嘉賓是陳輝陽x 女聲合唱團指揮劉卓熙                       |
| 2019年3月28日          | 時裝                                                         | 本集嘉賓是馬天佑                                             |
| 2019年4月4日           | 菲林                                                         | 本集嘉賓是吳林峰                                             |
| 2019年4月11日          | MV導演                                                       | 本集嘉賓是MV導演張子丰                                       |
| 2019年4月18日          | 配音                                                         | 本集嘉賓是配音員龍天生                                       |
| 2019年4月25日          | 桌球                                                         |                                                              |
| 2019年5月9日           | 喪屍                                                         | 本集嘉賓是林一峰                                             |
| 2019年6月6日           | 品牌收集                                                     | 本集嘉賓是樂隊SUNSET OR RISE                                 |
| 2019年6月20日          | 米飯鑑定                                                     |                                                              |
| 2019年6月27日          | 排球                                                         | 本集嘉賓是陳卓賢                                             |

### 噏乜歌
- 原為星期五播出的常設環節
- 阿檸和Oscar為一些歌曲作二次創作
- 二人會製作MV並上載至Facebook

### 扭扭擰擰扭扭擰
- 此環節通常於星期五首半小時播出
- 《扭扭擰擰扭扭擰》原為阿檸的首個個人節目，於2014年11月16日至2016年5月22日逢星期日下午4時至5時播放，節目環節包括毒檸時間、廣播劇（分手俱樂部、扭蛋劇場、客戶寂寞熱線、IDY等等）以及播放音樂（Music Show）等等
- 毒檸王國成立後，「扭扭擰擰扭扭擰」成為本節目的主打環節，內容為阿檸播放其音樂選擇並分享日常小事及個人感受
- 如阿檸需要在其他節目時段代班，他會以《扭扭擰擰扭扭擰》作為節目名稱並播放音樂

### 在日落前交換日記
- 2016年5月16日起，通常於星期二、四及五節目最後十五分鐘播放
- 阿檸和Oscar會分享日常生活及回應對方日記，並為日記配上音樂[5]
- 本環節會於詩歌得意麼播放時暫停
- 本環節或會於阿檸或Oscar休假時暫停
- 2018年7月10日及12日，Oscar休假，阿檸跟李拾壹交換日記，2018年7月13日，Oscar繼續休假阿檸跟李拾壹交換情書（環節名稱在節目官方網頁被稱為「在日落前交換情書」，但當天節目環節Jingle稱環節為「在日落前交換日記」）[11]
- 2018年12月6日，阿檸成功騎劫整個環節，以「在日落前妄想日記」名義播放，表達他對美少女戰士的角色木野真琴的愛慕
- 2019年5月9日及10日，阿檸休假，Oscar以「在日落前交換道理」及「在日落前交換戾氣」名義，邀請嘉賓分享其人生格言及過去一星期的不快事

### 詩歌得意麼
- 2018年1月11日起，通常於星期一節目最後十五分鐘播放
- 阿檸自稱為詩人「薛薛詩語」，而Oscar則自稱為詩人「詩卡偵探」
- 二人會以新詩形式分享個人日常生活或回應對方詩作，並為詩作配上音樂
- 本還節的口號為「詩歌得意麼 Aren't Poems Lovely?」
- 聽眾可於「阿檸」及「Oscar」Facebook專頁重溫詩作文字版
- 本環節會於在日落前交換日記播放時暫停

| 日期          | 「薛薛詩語」詩作   | 「詩卡偵探」詩作       |
| ------------- | ------------------ | ---------------------- |
| 2018年1月11日 | 《口裡說筆》       | 《詩歌 不得意》        |
| 2018年1月15日 | 《單拖》           | 《你沒有去旅行》       |
| 2018年1月22日 | 《靜夜師》         | 《飛機師》             |
| 2018年1月29日 | 《孽緣》           | 《熱帶雨林》           |
| 2018年2月5日  | 《大海盜談》       | 《下世他們可當一本書》 |
| 2018年2月12日 | 《藍色食物迷》     | 《水果本身是甜的》     |
| 2018年2月19日 | 《新春近況》       | 《新春表演時間》       |
| 2018年3月5日  | 《兄弟》           | 《兒童詩篇—小婦人》    |
| 2018年3月12日 | 《瑜珈傢私》       | 《Namaste》            |
| 2018年3月19日 | 《生命的果核》     | 《生日哀歌》           |
| 2018年3月26日 | 《宵夜消除法》     | 《無悔的宵夜》         |
| 2018年4月2日  | 《復活viva》       | 《悼渡頭》             |
| 2018年4月9日  | 《語言學》         | 《回去告訴那些大人》   |
| 2018年4月16日 | 《金像樣》         | 《大家都是金像獎評委》 |
| 2018年4月23日 | 《一百塊比較快》   | 《排一生的隊》         |
| 2018年4月30日 | 《小寶寶》         | 《我愛孩子、譴責暴力》 |
| 2018年5月14日 | 《有親節》         | 《為母親寫詩》         |
| 2018年5月21日 | 《逆向思維》       | 《無題》               |
| 2018年5月28日 | 《代代相傳》       | 《》                   |
| 2018年6月4日  | 《二十九》         | 《不自由意志》         |
| 2018年6月18日 | 《》               | 《》                   |
| 2018年6月25日 | 《牧樣人》         | 《宗教兩個字》         |
| 2018年7月2日  | 《Soccer，本当は》 | 《》                   |
| 2018年7月23日 | 《演大人》         | 《》                   |
| 2018年7月30日 | 《動慢了》         | 《》                   |
| 2018年8月6日  | 《》               | 《》                   |
| 2018年8月13日 | 《》               | 《》                   |
| 2018年8月20日 | 《》               | 《》                   |
| 2018年8月27日 | 《》               | 《老不去》             |
| 2018年9月3日  | 《》               | 《》                   |
| 2018年9月10日 | 《》               | 《》                   |
| 2018年9月17日 | 《》               | 《》                   |
| 2018年9月24日 | 《》               | 《》                   |

### 度邊消息
- 2019年1月9日起，逢星期三「五時新聞」前播放
- 這是一個由「度邊俊」主理的短環節，為聽眾提供宅文化資訊

### 廣播劇：分手俱樂部
- 此環節通常於星期一17:30後播出
- 由阿檸及杜小喬聲演
- 2016年11月28日至12月30日期間，因播放廣播劇《見習朋友計劃》，此環節暫停

### 廣播劇：《喇星小學 第一季》
- 本節目的首個廣播劇，共25集，講述喇星小學三年丙組愛欺凌同學與Daylon同學的校園生活
- 本劇之主題曲由黎曉陽主唱
- 編劇、製作為阿檸
- 阿檸聲演愛欺凌同學，Colon聲演Daylon同學，Jacky聲演奇積同學，傑傑聲演Oppa同學，由由聲演Miss鄭，麻利聲演Miss Cheung，禮禮聲演阿福，朱薰聲演大媽咪，謝茜嘉聲演二至七媽咪

| 集數 | 日期           | 主題                                    |
| ---- | -------------- | --------------------------------------- |
| 1    | 2016年5月16日  | 五月的天 剛射匿的夏天                   |
| 2    | 2016年5月20日  | 這是一首簡單的小情歌                    |
| 3    | 2016年5月23日  | 他明天就要 被拖去槍斃                   |
| 4    | 2016年5月27日  | 你雙手插口袋墊起腳 一切看來美好         |
| 5    | 2016年5月30日  | 你說把愛漸漸放下會走更遠                |
| 6    | 2016年6月3日   | 妳知道我在等妳嗎                        |
| 7    | 2016年6月6日   | 期待一種永恆 即使傷痕 也奮不顧身        |
| 8    | 2016年6月10日  | 讓我來抄你媽媽的筆記本                  |
| 9    | 2016年6月13日  | 我踏上風火輪 在飄移青春                 |
| 10   | 2016年6月20日  | That's just life 尋找夢裡的未來         |
| 11   | 2016年6月27日  | 一定要相信自己                          |
| 12   | 2016年7月11日  | 你的愛飛很遠                            |
| 13   | 2016年7月18日  | 怎樣讓人生 拿滿分                       |
| 14   | 2016年7月25日  | 成熟的蜜桃 滿臉都是毛                   |
| 15   | 2016年8月1日   | 想把你拍成一部電影                      |
| 16   | 2016年8月8日   | 其實你 是個心狠又手辣 的小偷            |
| 17   | 2016年8月15日  | 世界冇變樣                              |
| 18   | 2016年8月22日  | 寂寞不是不是誰的錯                      |
| 19   | 2016年8月29日  | a a fu shou                             |
| 20   | 2016年9月5日   | 能不能聽到有個號聲響 是否每個人都是盲將 |
| 21   | 2016年9月12日  | 一盞黃黃舊舊的燈 時間在旁悶不吭聲       |
| 22   | 2016年9月19日  | 世界末日的某個角落                      |
| 23   | 2016年9月26日  | 公民社會是一條河流 健康教育是我的朋友   |
| 24   | 2016年10月3日  | 下個星期去英國                          |
| 25   | 2016年10月10日 | 同窗的你                                |

### 廣播劇：《KOLOKOLOKOLOPI》
- 通常於星期五17:15-17:30播放
- 此廣播劇講述KOLO（阿檸聲演）擔任關鍵意見領袖的軼事
- 2016年11月28日至12月30日期間，因播放廣播劇《見習朋友計劃》，此環節暫停

### 2016冬季限定廣播劇：《見習朋友計劃》
- 2016冬季限定廣播劇，共十集，2016年11月28日至12月30日逢星期一及星期五17:30-18:00時段播出
- 本劇講述王柏霖及余嘉寶之間的愛情故事
- 阿檸編劇，Oscar製作
- 杜小喬飾演余嘉寶，阿檸飾演王柏霖，李拾壹飾演James，菊梓喬飾演Hana，細So飾演友達計劃企劃人
- 主題曲「見習朋友計劃」，李拾壹作曲，阿檸填詞，余嘉寶、王柏霖、James、Hana主唱

| 集數 | 日期     | 主題                    |
| ---- | -------- | ----------------------- |
| 1    | 11月28日 | Slow Dating             |
| 2    | 12月2日  | Straight Forward        |
| 3    | 12月5日  | Semi Very Match         |
| 4    | 12月9日  | Ex Kills Me             |
| 5    | 12月12日 | Sorry Story             |
| 6    | 12月16日 | Two Square              |
| 7    | 12月19日 | No Reason               |
| 8    | 12月23日 | CHANGE                  |
| 9    | 12月26日 | Something Lasts Forever |
| 10   | 12月30日 | Dear Dearest            |

### 廣播劇：《喇星小學 第二季》
- 逢星期五節目首半小時播放的廣播劇
- 講述喇星小學愛欺凌同學（阿檸聲演）的校園生活
- 本劇之主題曲由黎曉陽主唱
- 第3集以學校火警演習為主題，不幸地當晚便發生港鐵車廂縱火案

| 集數 | 日期          | 主題             |
| ---- | ------------- | ---------------- |
| 1    | 2017年1月9日  | 凡人對抗命運     |
| 2    | 2017年1月27日 | 係人定係鬼       |
| 3    | 2017年2月10日 | 火警演習的少年   |
| 4    | 2017年2月17日 | 家家有本難唸的經 |

### 廣播劇：《誰在尋找快樂時代》
- 2017年2月20日起，每天節目完結前播出
- 講述一隊樂隊後代的事
- 由《尋找快樂時代2017》特約播出

### 《隔籬絲打勁好打》外傳廣播劇：《金木水火》
- 《隔籬絲打勁好打》外傳廣播劇，共十九集，2017年10月17日至12月26日逢星期二及星期四主打環節後播出
- 本劇講述方十四及穆真琴之間的愛情故事
- 阿檸負責編劇及製作，梁子、大頭及Jenny負責音樂
- 阿檸飾演方十四，張惠雅飾演穆真琴，羅啟聰飾演聰少，蔡明思飾演方誕
- 2017年11月23日，阿檸因病休假，本劇第12集順延至11月28日播放
- 2017年12月5日，因需播放毒檸王國有台戲 檸檸檸檸檸之戲呀戲呀HEY！環節，本劇第14集順延至12月7日播放

| 集數 | 日期     | 主題     |
| ---- | -------- | -------- |
| 1    | 10月17日 | 師徒至煩 |
| 2    | 10月19日 | 知己知彼 |
| 3    | 10月24日 | 依家偵探 |
| 4    | 10月26日 | 圖謀不軌 |
| 5    | 10月31日 | 三重身份 |
| 6    | 11月2日  | 十面埋伏 |
| 7    | 11月7日  | 課後活動 |
| 8    | 11月9日  | 逐出師門 |
| 9    | 11月14日 | 濫用職權 |
| 10   | 11月16日 | 睇價食飯 |
| 11   | 11月21日 | 退休保障 |
| 12   | 11月28日 | 羅曼蒂克 |
| 13   | 11月30日 | 十室十空 |
| 14   | 12月7日  | 落難貴族 |
| 15   | 12月12日 | 空穴來風 |
| 16   | 12月14日 | 跨國企業 |
| 17   | 12月19日 | 水落石出 |
| 18   | 12月21日 | 明知故事 |
| 19   | 12月26日 | 聖誕禮物 |

### 扭蛋劇場
- 通常於星期一、二、四節目完結前播放
- 毒檸王國成立前，本環節於集雜志中播出
- 此環節由阿檸主理，以短劇形式，用一首歌和一個故事諷刺時弊及社會現象

### 扭擰劇場：我的男友總是如此白痴
- 通常於每天節目完結前播出
- 講述與伴侶相處的日常小事
- 由《尋找快樂時代2017》特約播出

### 陳健安-《一吻穿越四十六億歲》featuring 毒檸王國 扭擰劇場
- 2019年1月21日至1月25日一連五日節目播出
- 本廣播劇以陳健安音樂作品《一吻穿越四十六億歲 》作為藍本製作
- 本廣播劇由陳健安、黃淑蔓、Oscar及阿檸聲演，毒檸王國編劇及製作

| 集數 | 日期          | 主題           |
| ---- | ------------- | -------------- |
| 1    | 2019年1月21日 | 四十六億年物語 |
| 2    | 2019年1月22日 | 下一次文明     |
| 3    | 2019年1月23日 | 鐵達尼一號二號 |
| 4    | 2019年1月24日 | 填詞人         |
| 5    | 2019年1月25日 | 日常           |

### 黃妍-《小鹿撞樹記》feat 毒檸王國 《扭擰劇場》
- 2019年5月20日至5月24日一連五日節目完結前播出
- 本廣播劇以黃妍音樂作品《小鹿撞樹記 》作為藍本製作
- 本廣播劇由黃妍及Oscar聲演、阿檸編劇及Oscar製作

| 集數 | 日期          | 主題       |
| ---- | ------------- | ---------- |
| 1    | 2019年5月20日 | 滴答滴滴答 |
| 2    | 2019年5月21日 | 奈良的定義 |
| 3    | 2019年5月22日 | 洗衣日     |
| 4    | 2019年5月23日 | 常識問答   |
| 5    | 2019年5月24日 | 心理評估   |

## 事件

### 2016年
- 2016年7月4日：阿檸因病休假，節目由梁文禮、麻利亞、Jacky及Oscar替代主持
- 2016年11月4日及7日：阿檸休假，節目暫停播出兩日，期間改為播出由麻利亞主持的《麻利有隻小綿羊》

### 2017年
- 2017年1月3日：因控制錯誤，扭蛋劇場提早於17:30時段開始時播放
- 2017年2月3日：阿檸休假，節目由急急子主持的《集雜志》提早一小時開始代替
- 2017年3月1日至7日：阿檸休假，節目由麻利亞主持的《麻利有隻小綿羊》代替
- 2017年6月5日至9日：阿檸休假，節目由麻利亞主持的《麻利有隻小綿羊》代替
- 2017年11月23日：阿檸因病休假，節目首半小時由急急子替代主持，播放歌曲及分享資訊；後半小時由Oscar替代主持，播放預先錄製的「毒檸時間」；原定於當日播放的「《隔籬絲打勁好打》外傳廣播劇：《金木水火》」第12集順延至11月28日播放

### 2018年
- 2018年2月2日：阿檸休假，節目由急急子主持的《集雜志》提早一小時開始代替
- 2018年2月23日至3月2日：阿檸休假，節目由麻利亞主持的《麻利有隻小綿羊》代替，並與Oscar一同探討哲學
- 2018年3月5日，本節目更換主題曲，由Yuki Lovey主唱
- 2018年5月7日：阿檸休假，節目由急急子主持的《集雜志》提早一小時開始代替
- 2018年6月7日及8日：阿檸休假，節目由急急子主持的《集雜志》提早一小時開始代替
- 2018年6月11日：阿檸休假，節目由麻利亞主持的《麻利有隻小綿羊》代替
- 2018年7月9日至13日：Oscar休假，嘉賓主持李拾壹與阿檸一同主持節目。本週節目特別被稱為《毒檸王國 拾壹黃金週》，阿檸自稱為「香港零仔」，而彩虹會會長李拾壹則自稱為「香港壹仔」
- 2018年7月16日：Oscar繼續休假，當日播放Oscar休假前錄製的將音樂融入生活以及阿檸單獨主持的Give Up Club
- 2018年7月20日：阿檸因準備演出舞台劇而缺席節目，當日節目由麻利亞主持的《麻利有隻小綿羊》代替
- 2018年9月14日：阿檸休假，節目由急急子主持的《集雜志》提早一小時開始代替
- 2018年10月1日起：節目改為下午4時半至5時半播出。

### 2019年
- 2019年3月13日：Oscar節目後半小時為阿檸慶祝生日，動漫Wednesday縮短至只於節目首半小時播出
- 2019年3月22日：阿檸休假，節目由首半小時的扭扭擰擰扭扭擰由Oscar替代主持，後半小時播放與阿檸預先錄製的一週窮人館及在日落前交換日記
- 2019年5月3日：阿檸在日本錯過班機，未能準時回到直播室主持節目，首半小時的扭扭擰擰扭扭擰改為由阿檸於日本錄製，後半小時播放的一週窮人館取消，改為播放Give Up Club，在日落前交換日記則如常播放。

- 2019年5月8日至31日，由於阿檸因家有要事，仍然需要晉級離港告假，2018年節目調動如下：
  - 2019年5月8日至10日：Oscar替代主持，大部份常規環節取消，惟5月8日播出Oscar單獨主持的特別版動漫Wednesday及5月9日播出預先錄製的毒檸時間
  - 2019年5月13日至17日：麻利亞主持《麻利有隻小綿羊》代替
  - 2019年5月20日至29日：節目改由Oscar替代主持，大部份常規環節取消，改由Oscar播放其音樂選擇及於5月20日至24日播出黃妍-《小鹿撞樹記》feat 毒檸王國 《扭擰劇場》，惟5月29日播出Oscar單獨主持的特別版動漫Wednesday
  - 2019年5月30日至31日：節目由Vani主持的《雲妮鐘情》代替

- 2019年6月13日：因應6月12日發生的反對逃犯條例修訂草案佔領行動，主持人於6月13日節目改為表達對該行動的感受，常規環節毒檸時間取消
- 2019年6月18日：由於電台現場轉播行政長官會見傳媒實況，本節目延至約四時五十分才開始，常規環節檸檸檸檸檸需要順延一天播出，原於該週三播出的動漫Wednesday則取消
- 2019年6月24日：阿檸和Oscar因病休假，節目由阿強主持的《橙咇咇》代替，原於當天播放的社交支力會和Give Up Club則順延一天播出，原於該週二播放的檸檸檸檸檸則順延至星期三播出，原於星期三播出的動漫Wednesday則取消
- 2019年7月8日：「夏祭」季度開始，節目時間改為午夜12時至深夜2時，Oscar正式成為本節目主持之一，監製改由豪子擔任
- 2019年8月1日至2日：Oscar休假，嘉賓主持李拾壹與阿檸一同主持節目。節目再被稱為《毒檸王國 拾壹黃金週》及《毒檸王國 撳掣》，阿檸自稱為「香港零仔」，而彩虹會會長李拾壹則自稱為「香港壹仔」，合組「九龍零壹」組合
- 2019年8月5日：阿檸和Oscar以個人名義響應民間發起的全港大三罷，因而無法為聽眾提供服務，節目停播一天，改為播放《叱咤903 留給香港的時代曲》，以音樂和社會資訊為香港加油[12]
- 2019年10月8日：叱咤903以阿檸和Oscar於9月24日至26日未經公司批准無故缺勤為由暫停兩人主持人工作直至另行通知，由該日起節目停播[13]

## 外部連結
- 阿檸-毒檸王國的Facebook專頁
- 節目重溫版面 （页面存档备份，存于）

| 香港商業電台 叱咤903商業二台節目                                | |                                          |
| 上一節目 好出奇 口水多過浪花／毒檸王國 聖艾粒忌廉夜校／廣東爆谷 | 毒檸王國 2016年5月16日－2018年9月28日 (17:00-18:00) 2018年10月1日－2019年7月5日(16:30-17:30) 2019年7月8日－ (24:00-02:00) | 下一節目 毒檸王國／309咤叱 一位呀唔該 － |
| 前一節目： 聖艾粒忌廉夜校                                       | 叱咤903商業節目 逢星期一至五午夜12時至深夜2時                                                                             | 下一節目： 一切從音樂開始                |